# ホルンデスキー理論
ホルンデスキー理論 (ホルンデスキーりろん、Horndeski theory) は、スカラー・テンソル理論のうちラグランジアンに高階微分を含むが運動方程式が2階微分方程式となる最も一般的な修正重力理論である。オストログラドスキー不安定性を自明に回避する健全な理論となっている。1974年に G. W. ホルンデスキーによって提案されたが忘れられ、2010年代になって再発見された。

## 概要
スカラー場 {\displaystyle \phi } と計量 {\displaystyle g_{\mu \nu }} からなる修正重力理論 (スカラー・テンソル理論) について考える。G. W. ホルンデスキーは1974年にラグランジアンに高階微分を含むが運動方程式が2階微分方程式になるようなスカラー・テンソル理論について考察し、その最も一般的なクラスを特定した。このクラスの修正重力理論をホルンデスキー理論と呼ぶ。現在ではホルンデスキー理論の作用は、自然単位系 {\displaystyle c=\hbar =1} を採用するとき、次の形に書かれることが多い。
{\displaystyle S=\int \left[\sum _{i=2}^{5}{\mathcal {L}}_{i}[g_{\mu \nu },\phi ]\right]{\sqrt {-g}}d^{4}x}
{\displaystyle {\mathcal {L}}_{2}=G_{2}(\phi ,X)}
{\displaystyle {\mathcal {L}}_{3}=G_{3}(\phi ,X)\Box \phi }
{\displaystyle {\mathcal {L}}_{4}=G_{4}(\phi ,X)R+G_{4X}(\phi ,X)\left[(\Box \phi )^{2}-\phi _{\mu \nu }\phi ^{\mu \nu }\right]}
{\displaystyle {\mathcal {L}}_{5}=G_{5}(\phi ,X)G_{\mu \nu }\phi ^{\mu \nu }-{\frac {1}{6}}G_{5X}(\phi ,X)\left[(\Box \phi )^{3}+2\phi _{\mu }{}^{\nu }\phi _{\nu }{}^{\rho }\phi _{\rho }{}^{\mu }-3\phi _{\mu \nu }\phi ^{\mu \nu }\Box \phi \right]}
ここに {\displaystyle X=-{\frac {1}{2}}\phi _{\mu }\phi ^{\mu }}はスカラー場の正準運動項、{\displaystyle G_{i}(\phi ,X)} は任意関数、{\displaystyle R} はリッチテンソル、{\displaystyle G_{\mu \nu }} はアインシュタインテンソル、{\displaystyle \Box \phi =\phi _{\mu }{}^{\mu }} である。また場の量による添え字はその場による微分 ({\displaystyle G_{iX}=\partial G_{i}/\partial X})、スカラー場 {\displaystyle \phi } に添え字を付したものは共変微分 ({\displaystyle \phi _{\mu }=\nabla _{\mu }\phi } 等) を表す。
ホルンデスキー理論は提案後長らく忘れ去られていた。2011年に Deffayet, Gao, Steer & Zahariade はガリレオン理論を重力を含むように拡張し、その理論を generalized Galileon 理論と命名した。その後すぐに Charmousis, Copeland, Padilla & Saffin がこの理論は Horndeski (1974) により既に与えられていることを指摘し、両者の等価性が小林努、山口昌英と横山順一により証明された。これによりホルンデスキー理論は最初の提案から35年以上が経過して初めて大きな注目を集めることとなった。

## 他の理論との関係
ホルンデスキー理論は運動方程式が2階微分方程式となる最も一般的なスカラー・テンソル理論であるから、良く知られている他の理論をその特殊な場合として含んでいる。なお以下で {\displaystyle M_{\mathrm {Pl} }=1/{\sqrt {8\pi G_{\mathrm {N} }}}} はプランク質量 ({\displaystyle G_{\mathrm {N} }} は重力定数) である.
- アインシュタイン重力: {\displaystyle G_{2}=G_{3}=G_{5}=0} かつ {\displaystyle G_{4}=M_{\mathrm {Pl} }^{2}/2} のとき.
- クインテッセンス: {\displaystyle G_{3}=G_{5}=0} かつ {\displaystyle G_{2}=G_{2}(\phi ,X)}, {\displaystyle G_{4}={\frac {1}{2}}M_{\mathrm {Pl} }^{2}} のとき.
- ブランス・ディッケ理論（英語版）: {\displaystyle G_{3}=G_{5}=0} かつ {\displaystyle G_{2}=M_{\mathrm {Pl} }^{2}\omega X/\phi -V(\phi )}, {\displaystyle G_{4}={\frac {1}{2}}M_{\mathrm {Pl} }\phi } のとき.
- f(R)重力: {\displaystyle G_{3}=G_{5}=0}, {\displaystyle G_{2}=-{\frac {1}{2}}(Rf_{R}-f)} かつ {\displaystyle G_{4}=f_{R}} のとき.
- covariant Galileon: {\displaystyle G_{2}=\beta _{1}X-m\phi ^{3}}, {\displaystyle G_{3}=\beta _{3}X}, {\displaystyle G_{5}=\beta _{5}X^{2}} かつ {\displaystyle G_{4}={\frac {1}{2}}M_{\mathrm {Pl} }^{2}+\beta _{4}X^{2}} のとき.
- ガウス・ボンネ重力（英語版）: {\displaystyle \xi ^{(n)}=\partial ^{n}\xi /\partial \phi ^{n}} として

{\displaystyle G_{2}=X-V(\phi )+8\xi ^{(4)}(\phi )X^{2}(3-\ln X),\ \ G_{3}=-4\xi ^{(3)}(\phi )X(7-3\ln X)}
{\displaystyle G_{4}={\frac {1}{2}}M_{\mathrm {Pl} }^{2}+4\xi ^{(2)}(\phi )X(2-\ln X),\ \ G_{5}=-4\xi ^{(1)}(\phi )\ln X}
また、これらの理論にはダークエネルギーの候補となり得るものが含まれるから、ホルンデスキー理論の範疇でダークエネルギーが説明される可能性がある。

## beyond Horndeski 理論
当初ホルンデスキー理論は物理的に健全な最も一般的なスカラー・テンソル理論であると思われていたが、しばらくしてホルンデスキー理論の範疇に含まれないが依然として健全なスカラー・テンソル理論が存在することが認識されるようになった。このクラスの理論は beyond Horndeski 理論と呼ばれる。
2013年に Zumalacárregui & García-Bellido はヤコブ・ベッケンシュタインにより提案された disformal 変換と呼ばれる計量の変換
{\displaystyle g_{\mu \nu }\mapsto {\tilde {g}}_{\mu \nu }=C(\phi ,X)g_{\mu \nu }+D(\phi ,X)\phi _{\mu }\phi _{\nu }}
をホルンデスキー理論に適用すると何が起こるのかを検討した。その結果 disformal 変換後の理論は運動方程式に高階微分項が現れるにもかかわらず、系の物理的な自由度が増加しない (従ってオストログラドスキーゴーストが現れない) ことが明らかになった。このことはホルンデスキー理論より広い物理的に健全なスカラー・テンソル理論のクラスが存在することを意味する。実際に Langlois & Noui は2015年に高階微分項を含む一般的なスカラー・テンソル理論に対してオストログラドスキー不安定性が現れないようにラグランジアンに縮退条件を課すことによってそのような理論を構成した。この理論は degenerate higher-order scalar-tensor 理論 (DHOST理論) として知られるものであり、それ以前に発見されたGLPV理論をも包含する。

## 重力波観測による制限
ホルンデスキー理論では重力波の伝播速度 {\displaystyle c_{t}} がアインシュタイン重力 (この場合光速に等しい) から変更され
{\displaystyle c_{t}={\frac {G_{4}-X({\ddot {\phi }}G_{5X}+G_{5\phi })}{G_{4}-2XG_{4X}-X(H{\dot {\phi }}G_{5X}-G_{5\phi })}}}
となる。重力波速度 {\displaystyle c_{t}} はaLIGOとVirgoによる中性子星連星合体の重力波イベントGW170817とフェルミ衛星によるガンマ線バースト観測の比較から
{\displaystyle |c_{t}^{2}-1|<6\times 10^{-15}}
という極めて強い制限が得られている。この結果 {\displaystyle G_{5}} 項の存在および {\displaystyle G_{4}} の {\displaystyle X}-依存性が棄却され、ホルンデスキー理論の範疇では観測的に許される理論は
{\displaystyle {\mathcal {L}}=G_{4}(\phi )R+G_{2}(\phi ,X)-G_{3}(\phi ,X)\Box \phi }
という形に限られることになる。